# Hart Fell
Hart Fell är ett berg i Storbritannien.   Det ligger i kommunen Dumfries and Galloway och riksdelen Skottland, i den centrala delen av landet, 500 km nordväst om huvudstaden London. Toppen på Hart Fell är 602 meter över havet.
Terrängen runt Hart Fell är huvudsakligen kuperad. Runt Hart Fell är det glesbefolkat, med 13 invånare per kvadratkilometer. Närmaste större samhälle är Moffat, 7,6 km söder om Hart Fell. Trakten runt Hart Fell består i huvudsak av gräsmarker.